# Ronde van Spanje 1988
| Eindklassement      |                     |             |
| Algemeen klassement | Sean Kelly          | 89h 19' 23" |
| Tweede              | Reimund Dietzen     | + 1' 27"    |
| Derde               | Anselmo Fuerte      | + 1' 29"    |
| Vierde              | Laudelino Cubino    | + 2' 17"    |
| Vijfde              | Fabio Parra         | + 2' 25"    |
| Zesde               | Robert Millar       | + 3' 22"    |
| Zevende             | Jesús Blanco Villar | + 8' 19"    |
| Achtste             | Álvaro Pino         | + 8' 25"    |
| Negende             | Eddy Schepers       | + 9' 45"    |
| Tiende              | Roberto Córdoba     | + 10' 28"   |
| Puntenklassement    | Sean Kelly          | 248 punten  |
| Tweede              | Mathieu Hermans     | 166 punten  |
| Derde               | Benny Van Brabant   | 138 punten  |
| Bergklassement      | Álvaro Pino         | 100 punten  |
| Tweede              | Anselmo Fuerte      | 62 punten   |
| Derde               | Sean Kelly          | 60 punten   |

De 43e editie van de Ronde van Spanje werd gehouden in 1988 en duurde van 25 april tot 15 mei en bestond uit 21 etappes. Deze ronde startte met een korte tijdrit van 17,4 km in Santa Cruz op het Canarisch eiland Tenerife. De tweede etappe vond ook plaats op dit eiland. Voor de derde etappe werd de oversteek gemaakt naar het andere Canarische eiland Gran Canaria, waar een ploegentijdrit werd gehouden. De ronde eindigde, zoals te doen gebruikelijk, in de Spaanse hoofdstad Madrid. Er stonden 20 ploegen aan de start. Deze ronde werd gewonnen door de Ier Sean Kelly, die was gestart als een der grootste favorieten. Een jaar eerder had hij de ronde ook al kunnen winnen, maar moest toen in de 18e etappe echter opgeven door een verwonding aan zijn zitvlak. Een andere favoriet was de Colombiaan Lucho Herrera, de winnaar van 1987. Hij faalde echter in deze ronde. Pedro Delgado had besloten om niet te starten in deze ronde, maar gekozen voor het rijden van zowel de Ronde van Italië alsook de Tour de France.
Naast het eindklassement werd Kelly ook eerste in het puntenklassement en bracht hij twee etappes op zijn naam.
Op het podium werd hij vergezeld door de Duitser Reimund Dietzen en de Spanjaard Anselmo Fuerte. Het bergklassement werd gewonnen door Spanjaard Álvaro Pino.
De Belg Eddy Schepers behaalde een verdienstelijke 9e plaats in het eindklassement. De Nederlander Mathieu Hermans was met zes etappeoverwinningen de recordhouder van deze ronde. Ondanks deze zes overwinningen werd hij “slechts” tweede in het puntenklassement.
De Spaanse ploeg BH won het ploegenklassement in 267:55:02 h.
- Aantal ritten: 21
- Totale afstand: 3425,0 km
- Gemiddelde snelheid: 38,506 km/h

## Belgische en Nederlandse prestaties

### Belgische etappezeges
Er waren geen Belgische etappeoverwinningen in deze ronde.

### Nederlandse etappezeges
- Mathieu Hermans won zes etappes; de 4e in Badajoz, de 6e in Valladolid, de 7e in Léon, de 10e in Santander, de 16e etappe in Albacete en de 21e, slotetappe in Madrid.

## Etappe-overzicht
| Etappe | Datum    | Van - naar                                         | Km                | Etappewinnaar        | Klassementsleider |
| 1      | 25 april | Santa Cruz de Tenerife                             | 17,4 Ind. tijdrit | Ettore Pastorelli    | Ettore Pastorelli |
| 2      | 26 april | San Cristóbal de La Laguna - Sta. Cruz de Tenerife | 210               | Iñaki Gastón         | Laudelino Cubino  |
| 3      | 27 april | Las Palmas de Gran Canaria                         | 34 Pl. tijdrit    | BH                   | Laudelino Cubino  |
| 4      | 28 april | Alcalá del Río - Badajoz                           | 210               | Mathieu Hermans      | Laudelino Cubino  |
| 5      | 29 april | Badajoz - Béjar                                    | 234               | Francisco Navarro    | Laudelino Cubino  |
| 6      | 30 april | Béjar - Valladolid                                 | 202               | Mathieu Hermans      | Laudelino Cubino  |
| 7      | 1 mei    | Valladolid - León                                  | 160               | Mathieu Hermans      | Laudelino Cubino  |
| 8      | 2 mei    | León - Brañillín                                   | 176,7             | Álvaro Pino          | Laudelino Cubino  |
| 9      | 3 mei    | Oviedo - Alto del Naranco                          | 6,8 Ind. tijdrit  | Álvaro Pino          | Laudelino Cubino  |
| 10     | 4 mei    | Oviedo - Santander                                 | 197,3             | Mathieu Hermans      | Laudelino Cubino  |
| 11     | 5 mei    | Santander - Valdezcaray                            | 217,2             | Sean Kelly           | Laudelino Cubino  |
| 12     | 6 mei    | Logroño - Jaca                                     | 197,5             | Sean Yates           | Laudelino Cubino  |
| 13     | 7 mei    | Jaca - Estación de Cerler                          | 178,2             | Fabio Parra          | Laudelino Cubino  |
| 14     | 8 mei    | Benasque - Andorra                                 | 190,3             | Iñaki Gastón         | Laudelino Cubino  |
| 15     | 9 mei    | Seo de Urgel - Sant Quirze del Vallés              | 166               | Johnny Weltz         | Laudelino Cubino  |
| 16     | 10 mei   | Valencia - Albacete                                | 192               | Mathieu Hermans      | Anselmo Fuerte    |
| 17     | 11 mei   | Albacete - Toledo                                  | 244,4             | Malcolm Elliott      | Anselmo Fuerte    |
| 18     | 12 mei   | Toledo - Ávila                                     | 212,5             | Juan Martínez Oliver | Anselmo Fuerte    |
| 19     | 13 mei   | Ávila - Segovia                                    | 150               | Ángel Ocaña          | Anselmo Fuerte    |
| 20     | 14 mei   | Las Rozas - Collado Villalba                       | 30 Ind. tijdrit   | Sean Kelly           | Sean Kelly        |
| 21     | 15 mei   | Collado Villalba - Madrid                          | 202               | Mathieu Hermans      | Sean Kelly        |